# مونتیچلو دآلبا
مونتیچلو دآلبا (به ایتالیایی: Monticello d'Alba) یک کومونه در ایتالیا است که در استان کونیو واقع شده‌است. مونتیچلو دآلبا ۱۰٫۱ کیلومترمربع مساحت و ۲٬۰۷۹ نفر جمعیت دارد و ۳۲۰ متر بالاتر از سطح دریا واقع شده.